# 503. pehotni polk (Wehrmacht)
Za druge 503. polke glejte 503. polk.
503. pehotni polk (izvirno nemško Infanterie-Regiment 503) je bil eden izmed pehotnih polkov v sestavi redne nemške kopenske vojske med drugo svetovno vojno.

## Zgodovina
Polk je bil ustanovljen 6. februarja 1940 kot polk 8. vala v Munsterlagerju iz štaba 64. pehotnega polka, II. bataljona 64. in II. bataljona 37. pehotnega polka. 
6. oktobra 1940 je bil III. bataljon izvzet iz sestave in dodeljen 134. pehotnemu polku; ista usoda je doletela tudi štab, ki je bil dodeljen 254. pehotnemu polku; obe enoti sta bili nadomeščeni.
15. oktobra 1942 je bil polk preimenovan v 503. grenadirski polk.